# Большаковское
Большаковское (до 1946 года Лайдткайм, нем. Leidtkeim) — посёлок в Багратионовском городском округе Калининградской области.

## История
Лайдткайм относился к приходу Шмодиттен округа Прейсиш-Эйлау провинции Восточная Пруссия лютеранской церкви Прусской унии. С введением в 1874 году окружного устройства шести восточных провинций община Лайдткайм была отнесена к созданному 7 мая 1874 года административному округу Генриэттенхоф (№ 13, нем. Henriettenhof).
1 октября 1928 года община Лайдткайм включена в общину Шмодиттен, а 11 декабря 1928 года округ Генриэттенхоф переименован в Альтхоф (нем. Althof).
По результатам Второй Мировой войны Лайдткайм вошел в переданную СССР часть Восточной Пруссии и в 1946 году переименован в посёлок Большаковское. До 2009 года Большаковское находилось под управлением Ореховского сельского совета. После реформы местного самоуправления с 30 июня 2008 года по 18 октября 2016 года входило в Гвардейское сельское поселение Багратионовского района. После объединения сельских поселений Багратионовского района — в составе Багратионовского городского округа.

## Население
На 1 декабря 1910 года в Лайдткайме проживало 73 человека.

### Современное
| 2002 | 2010 |
| ---- | ---- |
| 33   | ↘30  |